# Ipanguaçu (kommun)
Ipanguaçu är en kommun i Brasilien.   Den ligger i delstaten Rio Grande do Norte, i den östra delen av landet, 1 700 km nordost om huvudstaden Brasília. Antalet invånare är 13 855.
Följande samhällen finns i Ipanguaçu:
- Ipanguaçu

Omgivningarna runt Ipanguaçu är huvudsakligen savann. Runt Ipanguaçu är det ganska glesbefolkat, med 27 invånare per kvadratkilometer.